# أدريانوس بلايس

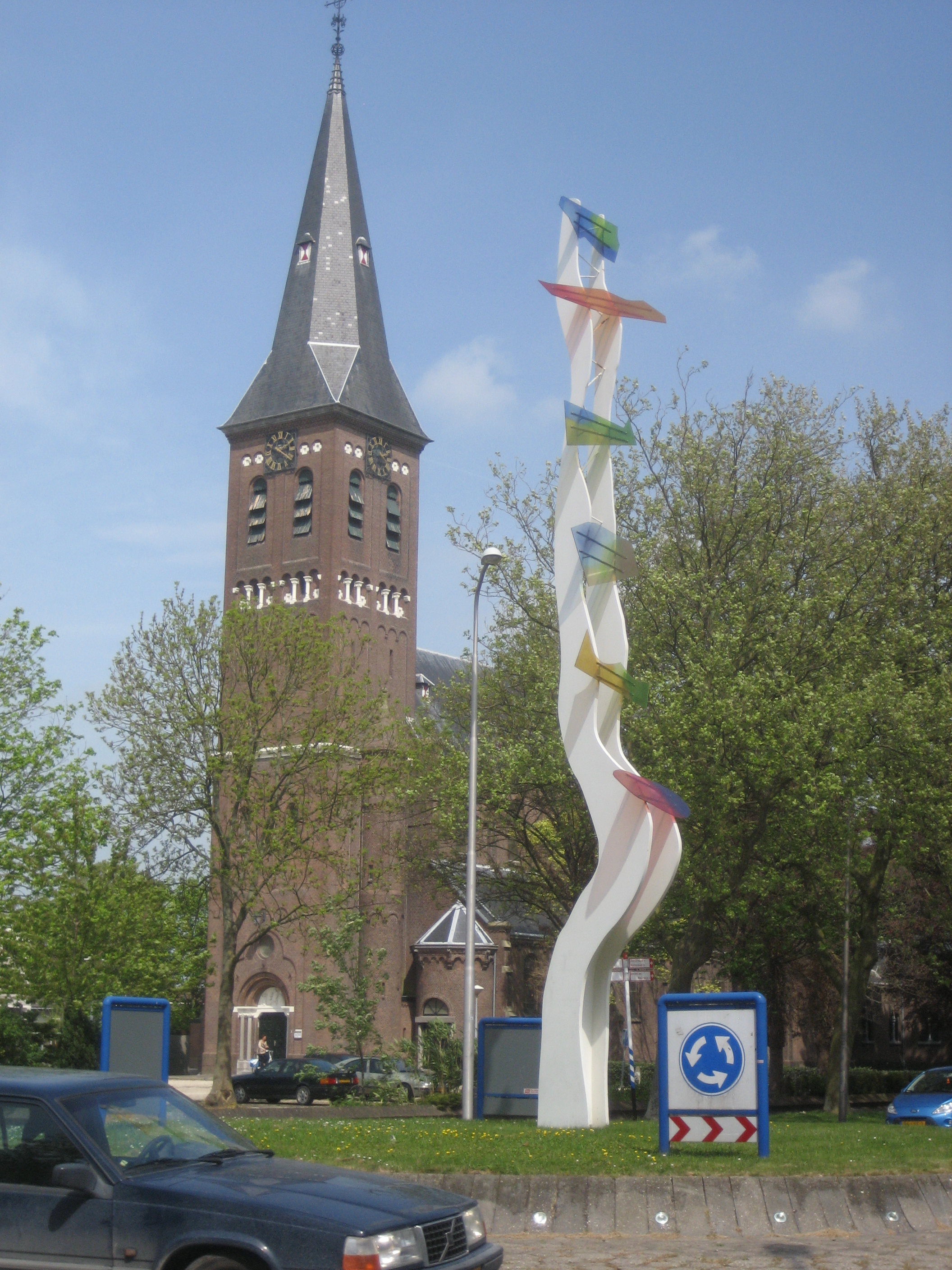
كنيسة سان يوحنا المعمداني (بايناكر)

أدريانوس كرياكوس بلايس (بالهولندية: Adrianus Bleijs)‏ (29 مارس 1842، هورن - 12 يناير 1912، Kerkdriel)، كان مهندساً معمارياً ورساماً هولندياً المعروف في المقام الأول بتصميم عدة كنائس كاثوليكية.